# Zaxxon 3-D
Zaxxon 3-D (ザクソン ３Ｄ Zakuson 3D?) es un matamarcianos desarrollado y publicado por Sega para la Sega Master System. El juego requiere el uso de las gafas 3-D para crear una ilusión de profundidad. Es el segundo juego de la Serie Zaxxon.
- Datos: Q17633120